# Dååth
Dååth (/dɑθ/) est un groupe de metal industriel, originaire d'Atlanta, en Géorgie. Ils incorporent différents styles musicaux comme du thrash metal, du death metal, ou encore du black metal dans leur musique, parmi d'autres. Daath est particulièrement influencé par le Da'at et la Kabbale. Malgré cela, Daath n'associe pas une affiliation religieuse directe dans sa musique.

## Biographie
Dååth est fondé par Eyal Levi et Mike Kameron, tous deux membres de plusieurs groupes alors qu'ils étaient au collège. Les deux amis étudient au Berklee College of Music de Boston, et finissent par abandonner leurs études pour se concentrer sur un projet rentable à plein temps. Le groupe est originellement nommé Dirt Nap avant d'être renommé en 2004. Le premier album de Dååth, Futility, est auto-commercialisé en 2004. Le premier album au label Roadrunner Records, The Hinderers, est commercialisé le 20 mars 2007. Dååth a également tourné deux vidéoclips pour The Hinderers, le premier étant à l'origine intitulé Festival Mass Soulform, qui a été tourné avant que le groupe ne soit signé. La seconde vidéo, Subterfuge, est parue en février 2007.
En mars 2007, Dååth est confirmé pour jouer au second stage du Ozzfest,. En novembre 2007, le site Blabbermouth rapporte le départ du chanteur Sean Farber. Quelques mois plus tard, Sean Z. est officiellement nommé nouveau chanteur du groupe. Mike Kameron partira également en 2009. 2007 se compose également de nombreuses tournées effectuées par Dååth. En janvier, ils partent en tournée aux côtés de Job For a Cowboy, The Acacia Strain, et Psyopus. Au printemps la même année, ils partent en tournée européenne avec Unearth et Job for a Cowboy. Ils participent plus tard aux tournées Ozzfest, Summer Slaughter, Dying Fetus, et nombreux concerts donnés par DevilDriver.
Le troisième album du groupe, The Concealers, est commercialisé le 21 avril 2009 au label Century Media Records,, via un partenariat avec Roadrunner Records. Dååth fait paraître un vidéoclip du single Day Of Endless Light présenté dans l'album. Au printemps 2009, le groupe part en tournée américaines avec Dragonforce et Cynic, puis dans une autre tournée avec Goatwhore et Abigail Williams. Ce printemps, Dååth revient en Europe avec Chimaira, Unearth, et Throwdown. De leur côté, les guitaristes Eyal Levi et Emil Werstler font paraître un CD instrumental intitulé Avalanche of Worms le 20 avril 2010 au label Magna Carta Records, crédités sous le nom Levi/Werstler,. Plus tard, Dååth fait paraître son quatrième album en 2010 via Century Media Records. En 2012, Emil Werstler devient officiellement le nouveau guitariste de Chimaira ; Jeremy Creamer également rejoint le groupe à la basse, ainsi que Sean Zatorsky au synthétiseur.

## Membres

### Membres actuels
- Eyal Levi – guitare, synthétiseur (depuis 2003)
- Emil Werstler – guitare (depuis 2004)
- Jeremy Creamer – guitare basse (depuis 2004)
- Kevin Talley – batterie (depuis 2006)
- Sean Zatorsky – chant (depuis 2008)

### Anciens membres
- Kris Dale – guitare basse (2003–2004)
- Eric Sanders – batterie (2003–2004)
- Sean Farber – chant (2003–2007)
- Mike Kameron – clavier, chant (2003–2008)
- Sam Cuadra – guitare (2004)
- Corey Brewer – batterie (2004)
- Matthew Ellis – batterie (2004–2005)

## Discographie
- 2004 : Futility (indépendant)
- 2007 : The Hinderers (Roadrunner Records)
- 2007 : Dead on The Dancefloor Digital EP (Roadrunner Records)
- 2009 : The Concealers (Century Media)
- 2010 : Daath (Century Media)
- 2024 : The Deceivers (Metal Blade Records)

## Vidéographie
- Festival Mass Soulform - 25 janvier 2007
- Subterfuge - 28 février 2007